# جام جهانی فوتبال زنان زیر ۲۰ سال
جام جهانی فوتبال زنان زیر ۲۰ سال (به انگلیسی: FIFA U-20 Women's World Cup) یکی از تورنمنت‌هایی است که تحت نظر فیفا برگزار می‌شود. این رقابتها بین تیم‌های ملی زیر ۲۰ سال زنان است.
در سال ۲۰۰۲ محدودیت سنی شرکت کنندگان زیر ۱۹ سال بود سال ۲۰۰۶ فیفا آن را به زیر ۲۰ سال تبدیل کرد.
زمان برگزاری این بازی‌ها سالهای زوج می‌باشد.

## مجموع بردها
| تیم          | قهرمان               | مقام دوم       | مقام سوم       | مقام چهارم     |
| ------------ | -------------------- | -------------- | -------------- | -------------- |
| ایالات متحده | ۳ (۲۰۰۲، ۲۰۰۸، ۲۰۱۲) |                | ۱ (۲۰۰۴)       | ۱ (۲۰۰۶)       |
| آلمان        | ۲ (۲۰۰۴، ۲۰۱۰)       | ۱ (۲۰۱۲)       | ۲ (۲۰۰۲، ۲۰۰۸) |                |
| کره شمالی    | ۱ (۲۰۰۶)             | ۱ (۲۰۰۸)       |                |                |
| چین          |                      | ۲ (۲۰۰۴، ۲۰۰۶) |                |                |
| نیجریه       |                      | ۱ (۲۰۱۰)       |                | ۱ (۲۰۱۲)       |
| کانادا       |                      | ۱ (۲۰۰۲)       |                |                |
| برزیل        |                      |                | ۱ (۲۰۰۶)       | ۲ (۲۰۰۲، ۲۰۰۴) |
| کره جنوبی    |                      |                | ۱ (۲۰۱۰)       |                |
| ژاپن         |                      |                | ۱ (۲۰۱۲)       |                |
| فرانسه       |                      |                |                | ۱ (۲۰۰۸)       |
| کلمبیا       |                      |                |                | ۱ (۲۰۱۰)       |